# Mazama zetta
Mazama zetta es una especie de cérvido del género Mazama que habita en el norte de Sudamérica. 

## Distribución
Esta especie se distribuye en el norte de América del Sur, siendo endémica del norte de Colombia, en la Cordillera Central y valles interandinos, entre los departamentos de Antioquia y Tolima. Se caracteriza por vivir en altitudes comprendidas entre los 1600 y los 1950 m s. n. m..

## Taxonomía
Este taxón fue descrito originalmente en el año 1913 por el zoólogo británico Michael Rogers Oldfield Thomas, quien la consideró una buena especie.
Durante décadas fue considerado sólo una subespecie de Mazama americana, es decir: Mazama americana zetta, relacionándosela subespecíficamente también con Mazama tschudii, pero estudios genéticos permitieron elevarlo a la categoría de especie plena.
Localidad tipo
La localidad tipo es: “Medellín, Antioquia, Colombia”.

## Características
Con respecto a otras especies del mismo género, Mazama zetta se caracteriza por poseer un menor tamaño corporal y astas de largo medio. Alcanza una longitud total de 1,18 m, mientras la cola tiene unos 18 cm. Su alzada está entre 49,8 e 56,1 cm; su peso entre 19,9 e 22,3 kg. Pelaje denso y corto, de color castaño, excepto en la  ingle, el lado interno de las piernas, el perineo y la cola, donde es blanco, mientras que 
presenta pelos grises en el pecho, cuello, frente y rostro y más claros en la quijada y la garganta. Presenta manchas blancas en los labios superior e inferior, la cara inferior da mandíbula y la garganta.

### Medidas
Cuerpo
- Longitud total: 1180 mm;
- Cola vertebral: 180 mm;

Cráneo
- Longitud total: 200 mm;
- Longitud cóndilobasal: 188 mm (187 a 190 mm);
- Longitud oiccipitonasal: 173 mm;
- Longitud preorbital: 101 mm;
- Amplitud cigomática: 87,5 mm;
- Amplitud orbital: 86 mm;
- Amplitud interorbital: 40  mm;
- Amplitud occipital: 60 mm;
- Amplitud de la caja craneana: 60 mm;
- Longitud de las nasales:  64 mm;
- Anchura de las nasales:  29 mm;
- Número de dientes del maxilar: 60 a 61

## Hábitat
Se encuentra preferentemente en bosques amplios con fuentes de agua. También vive en plantaciones forestales con vegetación suficiente para ocultarse. A veces se le observa de paso o consumiendo frutos u hojas de arbustos en lugares abiertos.

## Costumbres
Es un animal de hábitos huidizos, nocturnos y terrestres, recorre el sotobosque en búsqueda de vegetación tierna, intentando pasar desapercibido de sus predadores. Es un rumiante con una dieta herbívora y frugívora; consume brotes, hojas, frutos y semillas. El macho es el único que presenta cornamenta, la cual es corta y simple. Realiza marcaje de olor. Solitario, aunque en cualquier época del año puede ser encontrado por una pareja en celo. Luego de una gestación de cerca de 8 meses, la hembra pare generalmente una sola cría, la cual posee una librea compuesta por un salpicado blanco sobre en el pelaje dorsal, el que va desapareciendo con el correr de los meses.